# Clã Hayashi (Jōzai)
O clã Hayashi (林氏, Hayashi-shi), do domínio de Jōzai, foi um clã do Japão com origens no clã Ogasawara, os shugo da província de Shinano. A família serviu ao clã Matsudaira (mais tarde Tokugawa) na província de Mikawa. Tornou-se uma família de hatamoto sob o xogunato Tokugawa; em 1825, após aumentar seu rendimento de arroz para 10000 koku (graças ao chefe da família, Tadafusa, que então era um wakadoshiyori), a família Hayashi entrou para o grupo dos daimyo.
O clã Hayashi family ficou famoso durante a Guerra Boshin pelas ações de seu líder, Hayashi Tadataka, na luta contra o exército imperial. Os Hayashi se tornaram plebeus após a rendição de Tadataka em 1868; entretanto, já na era Meiji, o filho adotivo de Tadataka, Tadahiro, recebeu o título de danshaku (barão) no novo sistema kazoku de nobreza.

## Leitura complementar
- Hayashi Isao 林勲 (1988). Kazusa no Kuni Jōzai Hanshu ichimonji daimyō Hayashi-kōke kankei shiryōshū 上総國請西藩主一文字大名林侯家関係資料集. Kisarazu-shi: Hayashi Eiichi.
- Nakamura Akihiko 中村彰彦 (2000). Dappan daimyō no Boshin Sensō: Kazusa Jōzai hanshu Hayashi Tadataka no shōgai 脫藩大名の戊辰戦争: 上総請西藩主 林忠崇の生涯. Tokyo: Chūō kōron shinsha 中央公論新社.